# Глодень (Горж)
Глодень, Глодені (рум. Glodeni) — село у повіті Горж в Румунії. Входить до складу комуни Беленешть.
Село розташоване на відстані 219 км на захід від Бухареста, 15 км на схід від Тиргу-Жіу, 88 км на північ від Крайови.

## Населення
За даними перепису населення 2002 року у селі проживали 633 особи, з них 629 осіб (99,4%) румунів. Рідною мовою 629 осіб (99,4%) назвали румунську.